# Burgum (Tytsjerksteradiel)
Burgum (niederländisch Bergum) ist ein niederländischer Ort mit 10.095 Einwohnern (Stand: 1. Januar 2024). Er gehört zur Gemeinde Tytsjerksteradiel in der Provinz Friesland.

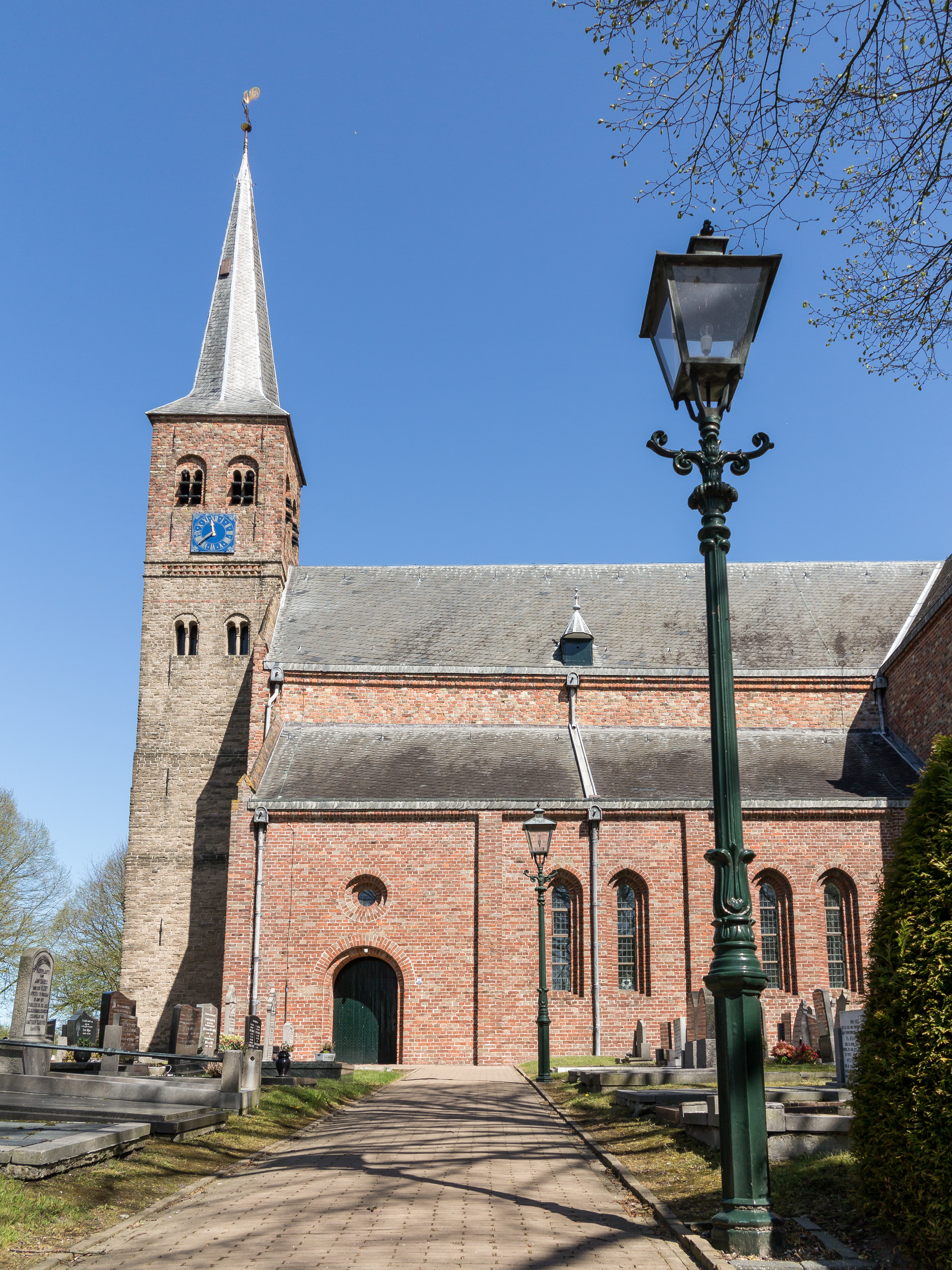
Kirche: de Kruiskerk

Nahe der zentralen Kruiskerk, die bis ins 13. Jahrhundert zurückgeht, stand seit dem 14. Jh. bis 1581 ein Kloster St. Nikolas mit Regularkanonikern (Augustiner-Chorherren): das Barraconvent. Auf Beschluss der Provinz wurde es nach der Enteignung niedergebrannt, um den feindlichen Spaniern nicht mehr zur Verfügung zu stehen.
Der Puppenstein (niederländisch De Poppestien) ist ein großer Granitfindling, der sich im Osten von Burgum befindet. Im 19. Jahrhundert lag der Stein noch an anderer Stelle. Mit dem Stein ist Folklore verbunden. Hendrik Bulthuis (1865–1945) ist bekannt für ein Lied über den Stein.

## Söhne und Töchter des Ortes
- Sipke Zijlstra (* 1985), niederländischer Radrennfahrer
- Simone Lamsma (* 1985), niederländische Violinistin